# Вилареија (Пескара)
Вилареија (итал. Villareia) је насеље у Италији у округу Пескара, региону Абруцо.
Према процени из 2011. у насељу је живело 406 становника. Насеље се налази на надморској висини од 47 м.